# Dyskografia Leony Lewis
Dyskografia Leony Lewis to zestawienie wszystkich albumów i singli wydanych w czasie kariery artystki. Leona Lewis to brytyjska piosenkarka pop/R&B/soul oraz zwyciężczyni trzeciej edycji show telewizyjnego The X-Factor.
Jej debiutancki album Spirit wydany w 2007 odniósł ogromny sukces, sprzedając się na świecie w nakładzie przekraczającym 7 mln egzemplarzy. W samej Wielkiej Brytanii album sprzedał się do dnia 14 czerwca w nakładzie 2 812 524 egzemplarzy, co czyni ją brytyjską debiutantką o największej sprzedaży debiutanckiego albumu. Singiel Bleeding Love sprzedał się nakładzie przekraczającym 11 mln egzemplarzy na świecie, przez co jest najlepiej sprzedanym singlem w 2008.
W listopadzie 2009 roku wydany został drugi studyjny album Lewis, Echo. Singlami z tej płyty są Happy i I Got You. Również w 2009 roku piosenkarka nagrała utwór I See You pochodzący z ścieżki dźwiękowej filmu Avatar.
W październiku 2012 roku wydany został trzeci studyjny album Lewis, Glassheart. Singlami z tej płyty są Trouble i Lovebird.
Kolejny album studyjny piosenkarki Christmas, with Love został wydany 2 grudnia 2013 roku. Jedynym singlem z płyty jest utwór One More Sleep.
W 2014 roku artystka rozwiązała umowę z wytwórnią Sony Music i należącymi do niej wytwórniami: Syco Music oraz J Records, z którymi współpracowała od początku kariery. Podpisała natomiast kontrakt z Island Records i pokrewną wytwórnią Def Jam Recordings.
Pierwszym albumem po zmianie wytwórni był wydany 11 września 2015 roku album I Am, z którego pochodzą single: Fire Under My Feet, I Am oraz Thunder.

## Albumy studyjne
| Rok  | Dane dotyczące albumu | Pozycje na listach przebojów | Pozycje na listach przebojów | Pozycje na listach przebojów | Pozycje na listach przebojów | Pozycje na listach przebojów | Pozycje na listach przebojów | Pozycje na listach przebojów | Pozycje na listach przebojów | Pozycje na listach przebojów | Pozycje na listach przebojów | Sprzedaż                                               | Certyfikat |
| Rok  | Dane dotyczące albumu | UK                           | AUS                          | AUT                          | CAN                          | ESP                          | GER                          | IRL                          | NZ                           | SUI                          | USA                          | Sprzedaż                                               | Certyfikat |
| ---- | --- | ---------------------------- | ---------------------------- | ---------------------------- | ---------------------------- | ---------------------------- | ---------------------------- | ---------------------------- | ---------------------------- | ---------------------------- | ---------------------------- | ------------------------------------------------------ | --- |
| 2007 | Spirit - Wydany: 9 listopada 2007 - Wytwórnia: Syco, Sony BMG, J Records - Format: CD, digital download - Reedycja: Spirit: The Deluxe Edition | 1                            | 1                            | 1                            | 1                            | 26                           | 1                            | 1                            | 1                            | 1                            | 1                            | - UK: 3 100 000+ - USA: 1 800 000+ - Świat: 8 000 000+ | - UK: 10× platynowa płyta - AUS: platynowa płyta - IFPI AUT: platynowa płyta - CAN: platynowa płyta - GER: 3× złota płyta - IRL: 11× platynowa płyta - NZ: platynowa płyta - IFPI SWI: 2× platynowa płyta - USA: platynowa płyta - POL: złota płyta |
| 2009 | Echo - Wydany: 9 listopada 2009 - Wytwórnia: Syco, Sony, J Records - Format: CD, digital download                                              | 1                            | 31                           | 8                            | 16                           | 16                           | 12                           | 2                            | 26                           | 3                            | 13                           | - UK: 700 000+ - USA: 200 000+ - Świat: 3 000 000+     | - UK: 2× platynowa płyta - IFPI AUT: złota płyta - CAN: złota płyta - IRL: platynowa płyta - IFPI SWI: złota płyta |
| 2012 | Glassheart - Wydany: 12 października 2012 - Wytwórnia: Syco, Sony, RCA - Format: CD, digital download                                          | 3                            | –                            | 5                            | –                            | 54                           | 6                            | 4                            | –                            | 29                           | —                            | - UK: 100 000+                                         | - UK: srebrna płyta |
| 2013 | Christmas, with Love - Wydany: 2 grudnia 2013 - Wytwórnia: Syco, Sony, RCA - Format: CD, digital download                                      | 13                           | –                            | –                            | –                            | –                            | –                            | 36                           | –                            | 42                           | 113                          | - UK: 250 000+                                         | - UK: złota płyta |
| 2015 | I Am - Wydany: 11 września 2015 - Wytwórnia: Island, Def Jam - Format: CD, digital download                                                    | 12                           | 82                           | 34                           | –                            | 25                           | 33                           | 22                           | –                            | 23                           | 38                           |                                                        | |

## Albumy koncertowe
| Rok  | Dane dotyczące albumu                                                                                         | Pozycje na listach przebojów | Pozycje na listach przebojów | Pozycje na listach przebojów | Pozycje na listach przebojów | Certyfikat        |
| Rok  | Dane dotyczące albumu                                                                                         | UK                           | ESP                          | GER                          | SUI                          | Certyfikat        |
| ---- | --- | ---------------------------- | ---------------------------- | ---------------------------- | ---------------------------- | ----------------- |
| 2010 | The Labyrinth Tour: Live from the O2 - Wydany: 29 listopada 2010 - Wytwórnia: Syco - Format: Blu-ray, DVD, CD | 4                            | 17                           | 63                           | 59                           | - UK: złota płyta |

## EP
| Rok  | Dane dotyczące albumu                                                                         | Pozycje na listach przebojów | Pozycje na listach przebojów | Pozycje na listach przebojów | Pozycje na listach przebojów |
| Rok  | Dane dotyczące albumu                                                                         | UK                           | UK Digital                   | IRL                          | SCO                          |
| ---- | --------------------------------------------------------------------------------------------- | ---------------------------- | ---------------------------- | ---------------------------- | ---------------------------- |
| 2011 | Hurt: The EP - Wydany: 9 grudnia 2011 - Wytwórnia: Syco, Sony, RCA - Format: Digital download | 8                            | 7                            | 15                           | 7                            |

## Single
| Rok  | Singel                                                                 | Pozycje na listach przebojów | Pozycje na listach przebojów | Pozycje na listach przebojów | Pozycje na listach przebojów | Pozycje na listach przebojów | Pozycje na listach przebojów | Pozycje na listach przebojów | Pozycje na listach przebojów | Pozycje na listach przebojów | Pozycje na listach przebojów | Certyfikat | Album                |
| Rok  | Singel                                                                 | UK                           | AUS                          | AUT                          | CAN                          | GER                          | IRL                          | NZ                           | SUI                          | SWE                          | USA                          | Certyfikat | Album                |
| ---- | ---------------------------------------------------------------------- | ---------------------------- | ---------------------------- | ---------------------------- | ---------------------------- | ---------------------------- | ---------------------------- | ---------------------------- | ---------------------------- | ---------------------------- | ---------------------------- | --- | -------------------- |
| 2006 | „A Moment Like This”                                                   | 1                            | –                            | –                            | –                            | –                            | 1                            | –                            | –                            | –                            | —                            | - UK: platynowa płyta | Spirit               |
| 2007 | „Bleeding Love”                                                        | 1                            | 1                            | 1                            | 1                            | 1                            | 1                            | 1                            | 1                            | 2                            | 1                            | - UK: 2× platynowa płyta - AUS: 2× platynowa płyta - IFPI AUT: złota płyta - CAN: platynowa płyta - GER: platynowa płyta - NZ: 2× platynowa płyta - IFPI SWE: platynowa płyta - USA: 4× platynowa płyta | Spirit               |
| 2008 | „Better in Time”                                                       | 2                            | 6                            | 3                            | 9                            | 2                            | 4                            | 6                            | 5                            | 5                            | 11                           | - UK: srebrna płyta - AUS: złota płyta - GER: złota płyta - NZ: złota płyta - USA: platynowa płyta | Spirit               |
| 2008 | „Footprints in the Sand”                                               | 2                            | –                            | –                            | –                            | 2                            | 50                           | –                            | –                            | 35                           | —                            | - UK: srebrna płyta | Spirit               |
| 2008 | „Forgive Me”                                                           | 5                            | 49                           | 15                           | –                            | 15                           | 5                            | –                            | 12                           | 7                            | —                            | | Spirit               |
| 2008 | „Run”                                                                  | 1                            | 78                           | 1                            | 13                           | 3                            | 1                            | –                            | 2                            | 13                           | 81                           | - UK: platynowa płyta - AUT: złota płyta | Spirit               |
| 2009 | „I Will Be”                                                            | 160                          | –                            | –                            | 83                           | –                            | –                            | –                            | –                            | –                            | 66                           | | Spirit               |
| 2009 | „Happy”                                                                | 2                            | 26                           | 2                            | 15                           | 3                            | 3                            | 20                           | 4                            | 11                           | 31                           | - UK: srebrna płyta - CAN: złota płyta - USA: złota płyta | Echo                 |
| 2010 | „I Got You”                                                            | 14                           | –                            | 30                           | –                            | 43                           | 43                           | 29                           | 57                           | –                            | —                            | | Echo                 |
| 2011 | „Collide”                                                              | 4                            | –                            | 29                           | –                            | –                            | 3                            | –                            | –                            | –                            | —                            | | N/A                  |
| 2012 | „Trouble”                                                              | 7                            | –                            | 32                           | –                            | 27                           | 21                           | –                            | 75                           | –                            | —                            | | Glassheart           |
| 2012 | „Lovebird”                                                             | –                            | –                            | –                            | –                            | –                            | –                            | –                            | –                            | –                            | —                            | | Glassheart           |
| 2013 | „One More Sleep”                                                       | 3                            | –                            | –                            | 92                           | –                            | 19                           | –                            | –                            | –                            | —                            | | Christmas, with Love |
| 2015 | „Fire Under My Feet”                                                   | 51                           | –                            | 74                           | –                            | 94                           | –                            | –                            | –                            | –                            | —                            | | I Am                 |
| 2015 | „I Am”                                                                 | –                            | –                            | –                            | –                            | –                            | –                            | –                            | –                            | –                            | —                            | | I Am                 |
| 2015 | „Thunder”                                                              | –                            | –                            | –                            | –                            | –                            | –                            | –                            | –                            | –                            | —                            | | I Am                 |
| 2019 | „Solo Quiero (Somebody to Love)” (z Cali y El Dandee i Juanem Magánem) | –                            | –                            | –                            | –                            | –                            | –                            | –                            | –                            | –                            | —                            | | Songland             |

### Z gościnnym udziałem
| Rok  | Singel                                                              | Pozycje na listach przebojów | Pozycje na listach przebojów | Pozycje na listach przebojów | Pozycje na listach przebojów | Pozycje na listach przebojów | Pozycje na listach przebojów | Pozycje na listach przebojów | Pozycje na listach przebojów | Pozycje na listach przebojów | Pozycje na listach przebojów | Certyfikat                                       |
| Rok  | Singel                                                              | UK                           | AUS                          | AUT                          | CAN                          | GER                          | IRL                          | NZ                           | SUI                          | SWE                          | USA                          | Certyfikat                                       |
| ---- | ------------------------------------------------------------------- | ---------------------------- | ---------------------------- | ---------------------------- | ---------------------------- | ---------------------------- | ---------------------------- | ---------------------------- | ---------------------------- | ---------------------------- | ---------------------------- | ------------------------------------------------ |
| 2008 | „Just Stand Up!” (jako członkini zespołu Artist Stand Up to Cancer) | 26                           | 39                           | 73                           | 10                           | –                            | 11                           | 19                           | –                            | 51                           | 11                           |                                                  |
| 2010 | „Everybody Hurts” (jako członkini zespołu Helping Haiti)            | 1                            | 28                           | 23                           | 59                           | 16                           | 1                            | 17                           | 16                           | 21                           | —                            | - UK: platynowa płyta                            |
| 2018 | „You Are the Reason” (z Calumem Scottem)                            | –                            | –                            | –                            | 76                           | –                            | –                            | –                            | –                            | –                            | —                            | - CAN: 2× platynowa płyta - USA: platynowa płyta |

### Inne notowane utwory
| Rok  | Tytuł                                 | Pozycje na listach przebojów | Pozycje na listach przebojów | Album                                 |
| Rok  | Tytuł                                 | UK                           | IRL                          | Album                                 |
| ---- | ------------------------------------- | ---------------------------- | ---------------------------- | ------------------------------------- |
| 2007 | "Forgiveness"                         | 46                           | 39                           | B-side singla "Bleeding Love".        |
| 2007 | "Whatever It Takes"                   | 61                           | —                            | Spirit                                |
| 2007 | "The First Time Ever I Saw Your Face" | 73                           | —                            | Spirit                                |
| 2007 | "Take a Bow"                          | 97                           | —                            | Spirit                                |
| 2007 | "Yesterday"                           | 137                          | —                            | Spirit                                |
| 2007 | "Here I Am"                           | 156                          | —                            | Spirit                                |
| 2007 | "Homeless"                            | 173                          | —                            | Spirit                                |
| 2007 | "Angel"                               | 185                          | —                            | Spirit                                |
| 2008 | "Misses Glass"                        | 97                           | —                            | Spirit                                |
| 2009 | "I See You (Theme from Avatar)"       | –                            | 47                           | Avatar: Music from the Motion Picture |
| 2009 | "Stop Crying Your Heart Out"          | 29                           | 31                           | Echo                                  |
| 2010 | "My Hands"                            | 145                          | —                            | Echo                                  |
| 2012 | "Glassheart"                          | 167                          | —                            | Glassheart                            |
| 2013 | "O Holy Night"                        | –                            | 86                           | Christmas, with Love                  |

## B-sides
| Rok  | Tytuł                                | A-side                                    |
| ---- | ------------------------------------ | ----------------------------------------- |
| 2006 | "Summertime"                         | "A Moment Like This"                      |
| 2006 | "Sorry Seems to Be the Hardest Word" | "A Moment Like This"                      |
| 2007 | "Forgiveness"                        | "Bleeding Love"                           |
| 2008 | "You Bring Me Down"                  | "Better in Time"/"Footprints in the Sand" |
| 2008 | "Myself"                             | "Forgive Me"                              |
| 2009 | "Let It Rain"                        | "Happy"                                   |
| 2009 | "Fly Here Now"                       | "Happy"                                   |
| 2010 | "Heartbeat"                          | "I Got You"                               |

## Teledyski
| Rok  | Tytuł                                                               | Reżyser           |
| ---- | ------------------------------------------------------------------- | ----------------- |
| 2006 | "A Moment Like This"                                                | J.T.              |
| 2007 | "Bleeding Love"                                                     | Melina Matsoukas  |
| 2008 | "Bleeding Love" (US Version)                                        | Jesse Terrero     |
| 2008 | "Better in Time"                                                    | Sophie Muller     |
| 2008 | "Footprints in the Sand"                                            | Sophie Muller     |
| 2008 | "Just Stand Up!" (jako członkini zespołu Artist Stand Up to Cancer) | Don Mischer       |
| 2008 | "Forgive Me"                                                        | Wayne Isham       |
| 2008 | "Run"                                                               | Jake Nava         |
| 2009 | ”I Will Be”                                                         | Melina Matsoukas  |
| 2009 | "Happy"                                                             | Jake Nava         |
| 2009 | "I See You (Theme from Avatar)"                                     | Jake Nava         |
| 2010 | "I Got You"                                                         | Dave Meyers       |
| 2010 | "Everybody Hurts" (jak członkini zespołu Helping Haiti)             | Joseph Kahn       |
| 2010 | "Inaspettata (Unexpected)" (wraz z Biagio Antonaccim)               | Gaetano Morbioli  |
| 2011 | "Collide (ft. Avicii)                                               | Ethan Lader       |
| 2012 | "Trouble"                                                           | Raul B.Fernandez  |
| 2012 | "Lovebird"                                                          | Trudy Bellinger   |
| 2013 | "One More Sleep"                                                    |                   |
| 2015 | "Fire Under My Feet"                                                | Declan Whitebloom |
| 2015 | "Thunder"                                                           | Sarah McColgan    |